# Mestna četrt Brezje-Dogoše-Zrkovci
Mestna četrt Brezje-Dogoše-Zrkovci je mestna četrt v Mariboru, sestavljena iz treh mestnih predelov: Brezja, Dogoš in Zrkovcev. Sedež MČ se nahaja na naslovu Na trati 2 v Brezju.
1. ↑  »Mestna občina Maribor - MČ Brezje-Dogoše-Zrkovci«. Mestna občina Maribor. Arhivirano iz prvotnega spletišča dne 27. decembra 2018. Pridobljeno 27. decembra 2018.